# Peter Warren Dease
Peter Warren Dease (Michilimackinac, illa Mackinac, Michigan, 1 de gener de 1788 - Côte Sainte-Catherine, 17 de gener de 1863) va ser un explorador i comerciant de pells canadenc que va participar en l'exploració de l'àrtic canadenc al servei de la Companyia de la Badia de Hudson.

## Biografia

### Primers anys
Peter Warren Dease era el quart fill de John B. Dease, capità i agent adjunt d'Assumptes Indígenes, i Jane French, una mohawk catòlica de Caughnawaga. El seu pare era nebot de Sir William Johnson, i cosí germà de Sir John Johnson. Porta el seu nom per l'almirall Sir Peter Warren, un oncle de Sir William Johnson. Fou criat per la seva família a l'illa Mackinac i Mont-real, fins que va deixar la casa familiar a l'edat de 13 anys per treballar en el comerç de pells.

### Comerciant de pells
Dease marxà als Territoris del Nord-oest per treballar per a la «New North West Company», on va romandre sis anys. Després va ser nomenat secretari de la Companyia del Nord-oest i destinat a diferents indrets als districtes del riu Mackenzie i el Gran Llac de l'Esclau. El 1817 es traslladà al districte de Mackenzie, primer a Fort Good Hope, i posterriorment a Fort Chipewyan i altres llocs comercials del mateix districte. Després que la seva companyia es fusionés el 1821 amb la Companyia de la Badia de Hudson (HBC), Dease, i el seu germà John Warren, van ser nomenats caps del districte d'Athabaska de la HBC.
El 1823 George Simpson, llavors governador del Departament Nord de la HBC i que arribà a ser governador de la Terra de Rupert, li va proposar organitzar una expedició per explorar la conca del riu Finlay amb l'objectiu de desenvolupar el comerç de pells a la regió. En no poder emprendre l'expedició aquell any, la tasca fou encarregada al també comerciant de pells i explorador Samuel Black. No obstant això, el 1825 va tenir l'oportunitat de participar en la segona expedició a l'Àrtic a la recerca del Pas del Nord-oest de l'explorador anglès John Franklin, junt a Frederick William Beechey i George Back. Dease va ser posat a càrrec del comissariat d'aquesta segona expedició, havent estat sol·licitat personalment per Franklin, que l'havia conegut en la seva primera expedició a l'Àrtic. Dease proporcionà informació sobre els indígenes i va preparar tots els aspectes relatius a l'avituallament. També ho va fer en la campanya següent (1826-1827). En 1825 també va supervisar la construcció de Fort Franklin, al Gran Llac dels Ossos. De 1827 a 1830, Dease establí el seu quarter general a Fort Good Hope. El 1828 va ser nomenat factor en cap de la Companyia de la Badia de Hudson i membre del Consell.
Fou el responsable de desenvolupar el comerç pelleter al recentment descobert riu Peel, un afluent del Mackenzie. Va recomanar establir un centre comercial prop del naixement del riu, tot i que va transcórrer una dècada abans que fos construït aquest punt comercial. El 1829 Dease lliurà Fort Good Hope a John Bell, i va estar destinat breument a Fort Simpson. Va passar aquell hivern al recentment construït Fort Halkett, actuant en qualitat de conseller.
En 1830 fou destinat al llac Fraser, succeint a William Conolly al districte de Nova Caledònia de la HBC. El 1835 Dease sol·licità un permís de baixa per malaltia, probablement per la vista. El permís li fou concedit, després d'això va ser posat a càrrec d'una nova expedició a l'Àrtic.

### Expedició a la costa continental de l'Àrtic

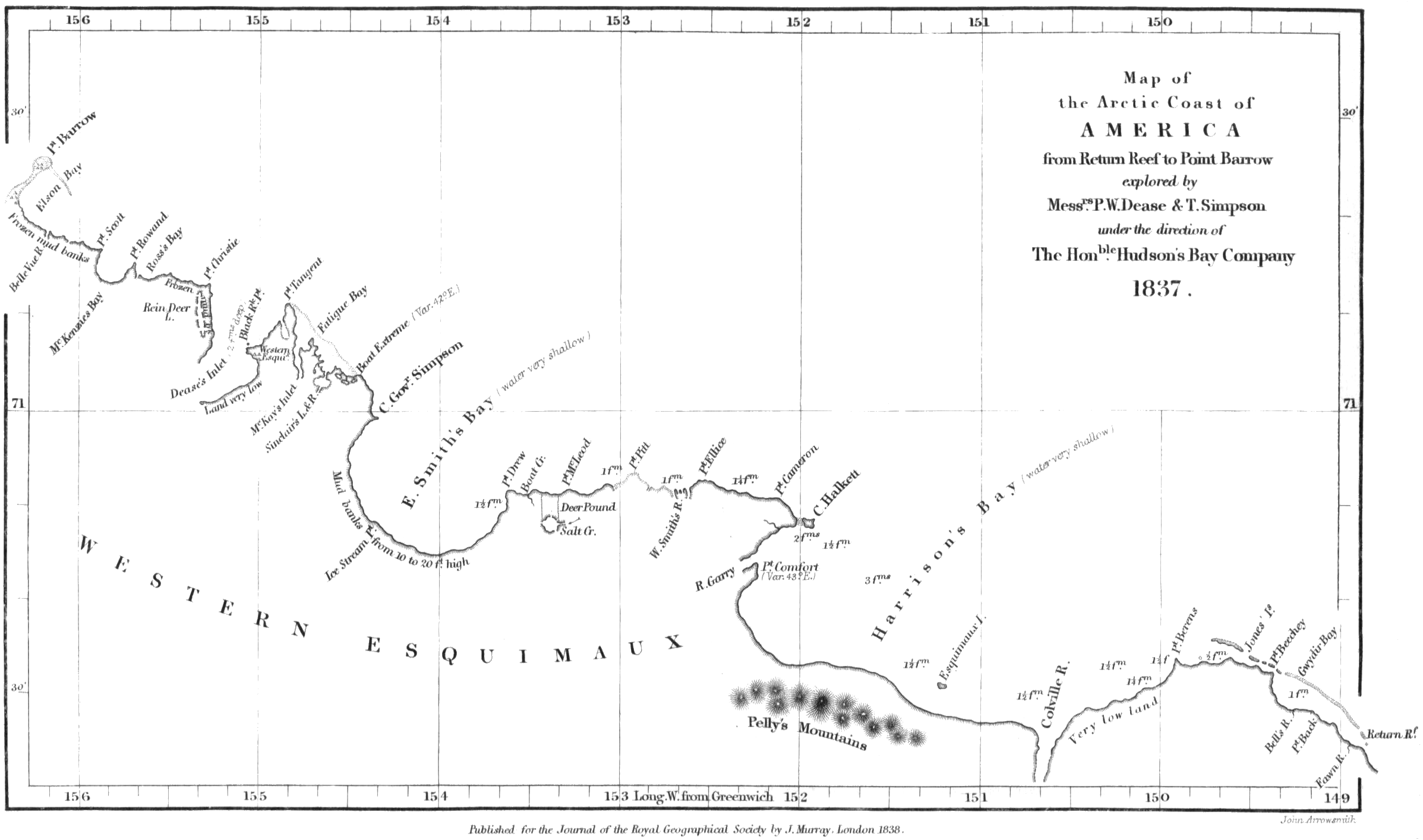
Mapa de la costa nord d'Alaska, des de la punta Barrow, a l'extrem occidental, fins a Return Reef, a l'oriental. Cartografiat per Peter W. Dease i Thomas Simpson el 1837 en la seva expedició de 1837-1839.

El juny de 1836 Dease va ser escollit per dirigir una expedició de la Companyia de la Badia de Hudson per completar el reconeixement de la costa continental de les regions àrtiques que havien explorat anteriorment Franklin, Beechey i Back, entre la desembocadura del riu Mackenzie i punta Barrow.
Dease, amb Thomas Simpson com a segon, va partir al comandament d'un equip de 12 homes l'1 de juny de 1837 i va arribar a punta Barrow el 4 d'agost. Després de passar l'hivern a Fort Confidence, al Gran Llac dels Ossos, van partir de nou a la primavera, però van fer pocs progressos a causa del fred. Amb tot, van aconseguir cartografiar 100 km de costa, la qual fou nomenada Victoria Land i cap Pelly.
Després d'un segon hivern a Fort Confidence, Dease i Simpson es dirigiren cap a l'est, per tal d'explorar la zona. El 16 d'agost van arribar a l'illa de Mont-real, on van descobrir un dipòsit de queviures deixat per George Back. En els seus viatges Dease va aconseguir cartografiar noves àrees de l'Àrtic, des de la desembocadura del riu Mackenzie fins a la península de Kent. Alhora també cartografià part de la costa meridional de l'illa Victòria i del Rei Guillem.

### Els darrers anys
Després de l'expedició Dease va agafar una excedència entre 1840 i 1841, temps que aprofità per casar-se amb la dona de la seva vida, Élizabeth Chouinard, amb qui va tenir vuit fills, quatre nens i quatre nenes. Es van establir en una granja a Côte Sainte-Catherine, prop de Mont-real, on romangueren fins a la seva mort, el 17 de gener de 1863. Es retirà de la Companyia de la Badia Hudson el 1843.

## Reconeixements
En honor seu, un dels trams del Pas del Nord-oest porta el seu nom, l'estret de Dease, així com la localitat de Dease Lake, que es troba al nord-oest de la Columbia Britànica.